# Добрянський Максим Сергійович
Макси́м Сергі́йович Добря́нський (нар. 6 червня 1988, м. Коростишів, Житомирська область, Українська РСР — пом. 26 червня 2014, с-ще Мирне, Слов'янський район, Донецька область, Україна) — український військовослужбовець, десантник, старший солдат Збройних сил України, 95-та окрема аеромобільна бригада, учасник російсько-української війни.

## Життєпис
Народився 1988 року в місті Коростишів на Житомирщині. З 1995 по 2005 навчався у Коростишівській гуманітарній гімназії № 5. 2011 року закінчив Міжрегіональну академію управління персоналу за спеціальністю «Правознавство».
У 2009—2010 проходив строкову військову службу в лавах Збройних Сил України. З 2012 працював у «ВіДі Край Моторз» Компанії «ВіДі Груп» у Києві.
У зв'язку з російською збройною агресією проти України 11 березня 2014 року призваний за частковою мобілізацією.
Старший солдат, оператор протитанкового взводу 1-го аеромобільно-десантного батальйону 95-ї окремої аеромобільної бригади, в/ч А0281, м. Житомир.
З весни 2014 брав участь в антитерористичній операції на сході України в районі Слов'янська. 2 травня перебував у складі колони 95-ї бригади, яку заблокували на мосту через річку Сухий Торець поблизу смт Андріївка проросійські налаштовані місцеві мешканці. О 22:15, під час перемовин, на українських військовослужбовців здійснили збройний напад російські терористи, які відкрили вогонь зі стрілецької зброї та гранатометів, практично з-за спин цивільних мешканців, прикриваючись «живим щитом». Тоді загинули солдати Коваленко і Панасюк.
З травня по червень ніс службу на горі Карачун біля Слов'янська, а з початку червня, у складі ротно-тактичної групи 95-ї бригади, — на блокпосту № 1.

## Обставини загибелі
26 червня 2014, в часі оголошеного «перемир'я», російські терористи здійснили масований — із застосуванням танків та мінометів — штурм блокпоста № 1, що був розташований на північно-західній околиці Слов'янська в районі водойми Рибгоспу — поблизу селища Мирне. Бойовики почали обстріл з боку дамби і дороги, після чого пішли на штурм. У перші хвилини бою було підбито два БТРи десантників 95-ї бригади. У підбитому з танку БТР-80 загинув солдат Ігор Ващук. Намагаючись його врятувати, дістав смертельне поранення боєць 2-го резервного батальйону Нацгвардії Артур Гулик. У бою десантники сержант Андрій Коган і старший солдат Максим Добрянський з ПТРК «Фагот» відкрили вогонь по танку противника, але біля них розірвався снаряд, вони загинули в одному окопі. Ще п'ятеро бійців у ході бою зазнали поранень. Один з трьох танків бойовиків нацгвардійці знищили з РПГ. Під натиском переважаючих сил противника оборонцям довелось відступити за наказом, але вже наступного дня контроль над блокпостом було повернуто.
Похований 2 липня на кладовищі міста Коростишева.
Залишилися батьки Ніла і Сергій Добрянські, сестра Аліна та наречена.

## Нагороди та звання
- 14 серпня 2014 року — «за особисту мужність і героїзм, виявлені у захисті державного суверенітету та територіальної цілісності України», відзначений — нагороджений орденом «За мужність» III ступеня (посмертно)[7].
- Почесний громадянин міста Коростишева (посмертно)[8].
- недержавна медаль «За визволення Слов'янська» (посмертно).

## Вшанування пам'яті
На місці 1-го блокпоста біля селища Мирне відкрито меморіальний знак на честь загиблих під час бою 26 червня 2014 року.
1 вересня 2014 на фасаді будівлі Коростишівської гуманітарної гімназії № 5 імені Т. Г. Шевченка відкрито меморіальну дошку на честь полеглого випускника Максима Добрянського. Пам'ятку з білого мармуру виготовив скульптор, заслужений художник України Віталій Рожик.
У місті Коростишів вулицю Свердлова перейменовано на вулицю Максима Добрянського.
У Коростишеві 16 березня 2025 року відбувся благодійний турнір з футболу пам’яті Максима Добрянського.